# Georges Vuilleumier
Georges Vuilleumier (Tramelan, 21 september 1944) was een Zwitsers voetballer die speelde als aanvaller.

## Carrière
Vuilleumier speelde voor La Chaux-de-Fonds, Lausanne-Sport en FC Fribourg, met La Chaux-de-Fonds werd hij landskampioen in 1964.
Hij speelde 19 interlands voor Zwitserland waarin hij twee keer kon scoren. Hij nam ook deel met zijn land aan het WK voetbal 1966 in Engeland.

## Erelijst
- La Chaux-de-Fonds
  - Landskampioen: 1964